# Aruna Dindane
Aruna Dindane (ur. 26 listopada 1980 w Abidżanie) – piłkarz z Wybrzeża Kości Słoniowej występujący na pozycji napastnika, reprezentant swojego kraju.
.
Dindane rozpoczynał karierę w swojej ojczyźnie. W 1999 zdobył tytuł króla strzelców Ligue 1 MTN w barwach ASEC Mimosas. W 2000 trafił do Anderlechtu, czołowego klubu belgijskiej Eerste Klasse. Z drużyną Fiołków wywalczył dwukrotnie mistrzostwo Belgii w 2001 i 2004 oraz Superpuchar Belgii w 2000 i 2001. W 2003 został uhonorowany Złotym Butem Eerste Klasse dla najlepszego gracza ligi belgijskiej. Aruna był czołowym napastnikiem Anderlechtu (50 bramek w lidze), z którym występował również w Lidze Mistrzów (jego bramki wyeliminowały m.in. Wisłę Kraków w 2003 roku). W 2005 podpisał kontrakt z RC Lens, z którym występował w Pucharze UEFA, zaś w 2006 zajął 4. miejsce w Ligue 1. Latem 2009 roku w ostatnim dniu okienka transferowego został wypożyczony na roczne wypożyczenie do Portsmouth.

## Kariera reprezentacyjna
W reprezentacji Wybrzeża Kości Słoniowej Aruna zadebiutował 9 kwietnia 2000 roku w meczu przeciwko Rwandzie. Występował w turnieju finałowym Pucharu Narodów Afryki 2002, zaś w 2006 musiał opuścić kadrę turnieju PNA z powodu tragedii rodzinnej, śmierci jednej ze swoich córek bliźniaczek. W 2006 zadebiutował również na Mistrzostwach Świata, na którym wchodził z ławki w meczach przeciwko Argentynie i Holandii. Jego drużyna odpadła z turnieju po fazie grupowej. W ostatnim meczu grupowym, z Serbią i Czarnogórą, Dindane strzelił w 37 minucie gola kontaktowego (z rzutu karnego) uzyskując rezultat 1:2. Następnie w 67' wyrównał stan meczu na 2:2.